# Ángel Lombardo
Ángel Lombardo (Panamá, 13 de febrero de 1983) es un futbolista panameño. Juega en la posición de volante, Club con el que ganó dos títulos en el Anaprof Apertura 2002 y Apertura 2005. Es un volante de creación muy preciso a la hora de generar jugadas del gol. Tuvo un fugaz paso por el club Sporting San Miguelito a petición del estratega colombiano Richard Parra para el torneo LPF Apertura 2011 y LPF Clausura 2012.
Para el torneo LPF Apertura 2012 regresa al equipo de sus amores el Club Deportivo Plaza Amador.

## Selección nacional

### Categorías inferiores
Fue convocado para disputar el Torneo Sub-20 de la Concacaf 2003 y la Copa Mundial de Fútbol Sub-20 de 2003.

### Selección absoluta
Debutó con la selección absoluta el 20 de junio de 2004 en la victoria contra Santa Lucía.

### Participaciones en selección nacional
| Copa                     | Categoría | Sede    | Resultado      | Partidos | Goles |
| ------------------------ | --------- | ------- | -------------- | -------- | ----- |
| Campeonato Sub-20 2003   | Sub-20    | Panamá  | Campeón        | 2        | 0     |
| Copa Mundial Sub-20 2003 | Sub-20    | Polonia | Fase de grupos | 2        | 0     |

## Clubes
| Club             | País   | Año         |
| ---------------- | ------ | ----------- |
| Plaza Amador     | Panamá | 2000 - 2007 |
| San Francisco FC | Panamá | 2007 - 2008 |
| Plaza Amador     | Panamá | 2009 - 2010 |
| Chorrillo FC     | Panamá | 2010        |
| Sporting SM      | Panamá | 2011        |
| Plaza Amador     | Panamá | 2012-2014   |

## Campeonatos nacionales
| Título                | Club         | País   | Año  |
| --------------------- | ------------ | ------ | ---- |
| Anaprof Clausura 2002 | Plaza Amador | Panamá | 2002 |
| Apertura 2005         | Plaza Amador | Panamá | 2005 |

- Datos: Q6173260